# リッキー・アイタマイ
リッキー・アイタマイ（Ricky Aitamai、1991年12月22日 - ）は、フランス領ポリネシアのサッカー選手。タヒチ代表。ポジションはMF。

## クラブ歴
2011年よりASヴェニュスに所属している。

## 代表歴
FIFAコンフェデレーションズカップ2013の際にメンバー入りを果たした。